# 로버트 맥폴 캠벨
로버트 맥폴 캠벨(영어: Robert McFaul Campbell; 1956년 9월 13일, 벨파스트 ~ 2016년 11월 15일, 웨스트 요크셔 주 허더즈필드)은 북아일랜드의 전 국가대표 축구 선수로, 현역 시절 중앙 공격수로 활약했다.

## 클럽 경력
벨파스트 출신인 캠벨은 애스턴 빌라에서 축구를 시작했고, 1974년 4월에 프로 신고식을 치렀다. 그는 1군에 정착하지 못했고, 10번의 리그 경기에 출전하는데 그쳤고, 이후 1975년 5월에 허더즈필드 타운으로 방출되었다. 그는 1977년에 셰필드 유나이티드에 입단했지만, 1년 만에 구단을 떠났다. 그는 잠깐 허더즈필드 타운에 복귀한 후 핼리팩스 타운에 입단했다.
1979년 12월, 그는 브래드퍼드 시티에 합류했다. 그는 이 구단 소속으로 300경기 이상 출전해 143골로 구단 역대 최다 득점자로 이름을 올렸다. 브래드퍼드 시절, 그는 1981-82 시즌에 4부 리그에서 승격했고, 1984-85 시즌에는 3부 리그를 우승했는데, 후자의 경우 링컨 시티와의 원정 최종전 경기에서 관중석 화재로 56명이 사망하면서 퇴색했다.
캠벨은 1986년에 브래드퍼드를 떠나 위건 애슬레틱으로 이적해 이 곳에서 은퇴했다. 1986-87 시즌, 캠벨은 20골로 위건 선수단 득점 1위에 올랐고, 구단 사상 처음으로 FA컵 8강전에 올랐다. 그는 1987-88 시즌에도 16골을 넣어 선수단 득점 1위였는데, 특히 지역 경쟁 구단인 볼턴 원더러스와의 번든 파크 리그컵 1차전 경기에서 해트트릭을 달성했다.

## 국가대표팀 경력
1975년, 캠벨은 스위스에서 열린 유럽 U-18 선수권 대회에서 북아일랜드 청소년 국가대표팀에 차출되었지만, 교통 사고에 연루되어 동료인 버티 맥민과 함께 조기 귀향했다. 북아일랜드 축구 협회는 두 선수가 모든 연령대 국가대표팀에서 활약하지 못하도록 징계를 내렸다. 징계를 번복하기 위해 지지자들의 탄원을 비롯한 시도가 있었고, 1981년에 징계가 풀렸다.
1982년 4월, 캠벨은 브리티시 홈 챔피언십을 앞두고 북아일랜드 국가대표팀 명단에 이름을 올렸고, 이 대회에서 2경기를 출전했다. 그는 같은 해 1982년 월드컵 명단에 이름을 올렸지만, 한 경기도 출전하지 못했다.

## 은퇴 후
1988년에 현역에서 은퇴한 캠벨은 허더즈필드의 근로장으로 근무했다. 2013년, 그는 배우자와 함께 위증으로 고발되면서 해고되었지만, 이와 관련하여 법정에 선 후 징계가 해제되었다.
2016년 11월 15일, 캠벨은 차고에서 목 매달아 숨진 채 발견되었다.

## 경력 통계
출처:
| 구단                 | 시즌      | 리그             | 리그 | 리그 | 컵   | 컵 | 리그컵 | 리그컵 | 기타 | 기타 | 합계 | 합계 |
| 구단                 | 시즌      | 리그명           | 출장 | 골   | 출장 | 골 | 출장   | 골     | 출장 | 골   | 출장 | 골   |
| -------------------- | --------- | ---------------- | ---- | ---- | ---- | -- | ------ | ------ | ---- | ---- | ---- | ---- |
| 애스턴 빌라          | 1973–74   | 2부 리그         | 3    | 1    | 0    | 0  | 0      | 0      | 0    | 0    | 3    | 1    |
| 애스턴 빌라          | 1974–75   | 2부 리그         | 7    | 0    | 0    | 0  | 2      | 0      | 0    | 0    | 9    | 0    |
| 애스턴 빌라          | 합계      | 합계             | 10   | 1    | 0    | 0  | 2      | 0      | 0    | 0    | 12   | 1    |
| 핼리팩스 타운 (임대) | 1974–75   | 3부 리그         | 15   | 0    | 0    | 0  | 0      | 0      | 0    | 0    | 15   | 0    |
| 허더즈필드 타운      | 1975–76   | 4부 리그         | 11   | 1    | 0    | 0  | 3      | 1      | 0    | 0    | 14   | 2    |
| 허더즈필드 타운      | 1976–77   | 4부 리그         | 20   | 8    | 0    | 0  | 0      | 0      | 0    | 0    | 20   | 8    |
| 허더즈필드 타운      | 합계      | 합계             | 31   | 9    | 0    | 0  | 3      | 1      | 0    | 0    | 34   | 10   |
| 셰필드 유나이티드    | 1977–78   | 2부 리그         | 37   | 11   | 0    | 0  | 1      | 0      | 4    | 3    | 42   | 14   |
| 밴쿠버 화이트캡스    | 1978      | 북미 사커 리그   | 13   | 9    | 0    | 0  | 0      | 0      | 0    | 0    | 13   | 9    |
| 허더즈필드 타운      | 1978–79   | 4부 리그         | 7    | 3    | 0    | 0  | 0      | 0      | 0    | 0    | 7    | 3    |
| 핼리팩스 타운        | 1978–79   | 4부 리그         | 22   | 3    | 1    | 0  | 0      | 0      | 0    | 0    | 23   | 3    |
| 브리즈번             | 1979      | 내셔널 사커 리그 | 20   | 10   | 0    | 0  | 0      | 0      | 0    | 0    | 20   | 10   |
| 브래드퍼드 시티      | 1979–80   | 4부 리그         | 21   | 8    | 0    | 0  | 0      | 0      | 0    | 0    | 21   | 8    |
| 브래드퍼드 시티      | 1980–81   | 4부 리그         | 42   | 19   | 1    | 0  | 4      | 3      | 0    | 0    | 47   | 22   |
| 브래드퍼드 시티      | 1981–82   | 4부 리그         | 45   | 24   | 1    | 0  | 6      | 3      | 4    | 2    | 56   | 29   |
| 브래드퍼드 시티      | 1982–83   | 3부 리그         | 40   | 25   | 4    | 2  | 5      | 3      | 4    | 3    | 53   | 33   |
| 브래드퍼드 시티      | 합계      | 합계             | 148  | 76   | 6    | 2  | 15     | 9      | 8    | 5    | 177  | 92   |
| 더비 카운티          | 1983–84   | 2부 리그         | 11   | 4    | 0    | 0  | 1      | 0      | 0    | 0    | 12   | 4    |
| 브래드퍼드 시티      | 1983–84   | 3부 리그         | 32   | 9    | 1    | 0  | 0      | 0      | 2    | 1    | 35   | 10   |
| 브래드퍼드 시티      | 1984–85   | 3부 리그         | 46   | 23   | 3    | 3  | 4      | 0      | 0    | 0    | 53   | 26   |
| 브래드퍼드 시티      | 1985–86   | 2부 리그         | 41   | 10   | 2    | 0  | 4      | 2      | 0    | 0    | 47   | 12   |
| 브래드퍼드 시티      | 1986–87   | 2부 리그         | 7    | 3    | 0    | 0  | 1      | 0      | 0    | 0    | 8    | 3    |
| 브래드퍼드 시티      | 합계      | 합계             | 126  | 45   | 6    | 3  | 9      | 2      | 2    | 1    | 143  | 51   |
| 위건 애슬레틱        | 1986–87   | 3부 리그         | 35   | 16   | 5    | 4  | 0      | 0      | 5    | 0    | 45   | 20   |
| 위건 애슬레틱        | 1987–88   | 3부 리그         | 34   | 11   | 2    | 1  | 4      | 4      | 2    | 0    | 42   | 16   |
| 위건 애슬레틱        | 합계      | 합계             | 69   | 27   | 7    | 5  | 4      | 4      | 7    | 0    | 87   | 36   |
| 경력 합계            | 경력 합계 | 경력 합계        | 509  | 198  | 20   | 10 | 35     | 16     | 21   | 9    | 585  | 233  |

1. ↑  앵글로스코티시컵 출전 기록
2. 1 2  풋볼 리그 그룹컵 출전 기록
3. 1 2  풋볼 리그 트로피 출전 기록
4. ↑  풋볼 리그 트로피 3경기, 3부 리그 플레이오프전 2경기 출전 기록